# Tim Kister
Tim Kister (Francoforte sul Meno, 30 dicembre 1988) è un ex calciatore tedesco, di ruolo difensore.

## Caratteristiche tecniche
È un difensore centrale.